# Planorbella
Genre
Planorbella est un genre de mollusques gastéropodes d'eau douce à la coquille aplatie et pourvus de poumons.

## Liste des espèces
- Planorbella ammon (Gould, 1855)
- Planorbella binneyi (Tryon, 1867)
- Planorbella campanulata (Say, 1821)
- Planorbella columbiensis (F. C. Baker, 1945)
- Planorbella corpulenta (Say, 1824)
- Planorbella duryi (Wetherby, 1879)
- Planorbella magnifica (Pilsbry, 1903)
- Planorbella multivolvis (Case, 1847)
- Planorbella occidentalis (J. G. Cooper, 1870)
- Planorbella oregonensis (Tryon, 1865)
- Planorbella pilsbryi (F. C. Baker, 1926)
- Planorbella scalaris (Jay, 1839)
- Planorbella subcrenata (Carpenter, 1857)
- Planorbella tenuis (Dunker, 1850)
- Planorbella traski (I. Lea, 1856)
- Planorbella trivolvis (Say, 1817)
- Planorbella truncata (M. Miles, 1861)